# خليج نوتاواساغا
خليج نوتاواساغا (بالإنجليزية: Nottawasaga) هو خليج فرعي داخل الخليج الجورجي في جنوب أونتاريو بكندا ويقع في أقصى جنوب الخليج الرئيسي.تتواجد المستوطنات الواقعة على خليج نوتاواساغا هي ميافورد و الجبال الزرق و كولينجوود وواساغا بيتش وتيني.
يتم تحديد الشاطئ الغربي لخليج نوتاواساغا بواسطة جرف نياغارا الذي يصل إلى خليج نوتاواساغا بين كولينغوود و ثورنبوري.
وفي الساحل الجنوبي سهل من الحجر الجيري مع مستنقعات الأرز، حيث يتدفق نهر <b id="mwCA">نوتاواساغا</b> إلى الخليج الجورجي بالقرب من الطرف الجنوبي للخليج، ومن الشرق يكون الشاطئ في الغالب عبارة عن كثبان رملية ومستنقعات ناتجة عن الرياح الشمالية الغربية القوية السائدة.
تم بناء هذا الجزء من خليج نوتاواساغا بشكل كبير مع منازل صيفية. توجد بعض مزارع الكروم بالقرب من ثورنبيري ووادي نهر بيفر. كما تنتشر العديد من بساتين التفاح في المنطقة.
يأخذ النهر اسمه من كلمة في اللغة الأوجيبوية. نوتاوا (أو Naadowe في قواعد الإملاء الحديثة) وكلمة "Iroquois" وتعني الملحمة ( zaagi في قواعد الإملاء الحديثة) "مصب النهر" ؛ تم استخدام كلمة "نوتاواساغا" ( Naddowe-zaagi حسب قواعد الإملاء الحديثة) من قبل كشافة ألجونكوين كتحذير إذا رأوا فرق الإغارة من الإيروكوي تقترب من قراهم.

## التاريخ
في أوائل ومنتصف القرن السابع عشر ، كان خليج نوتاواساغا متاخماً لاثنين من أراضي الشعوب الأصلية: هورونيا إلى الشرق، والتي كانت أراضي شعب وايندوت، وأما الشعب الآخر كان من بيتون "مقاطعة بيتون" في الجنوب الذين كانوا حلفاءهم المقربين وأقاربهم.
في مارس 1649 أثناء حروب بيفر فر اللاجئون من هورون عبر الخليج، الذي تم تجميده بالجليد للاحتماء بين شعب بيتون. 

### اقتباسات
1. 1 2  مذكور في: Ontario Geographic Names Map Viewer. الوصول: 13 سبتمبر 2020.
2. ↑  مذكور في: Toporama. الوصول: 13 سبتمبر 2020.
3. ↑  "The History of Wasaga Beach" (PDF). Wasagabeach.com. مؤرشف من الأصل (PDF) في 2022-02-23.
4. ↑  McMillan & Yellowhorn 2004، صفحة 77.
5. ↑  Garrad 2014.